# Stazione di San Romano-Montopoli-Santa Croce
La stazione ferroviaria di San Romano-Montopoli-Santa Croce è una stazione ferroviaria della Provincia di Pisa, posta sulla ferrovia Leopolda.
La stazione è usata principalmente dai cittadini dei comuni di Montopoli in Val d'Arno, Santa Croce sull'Arno e Castelfranco di Sotto che ogni giorno la utilizzano negli spostamenti per motivi di studio e di lavoro.
La stazione è ubicata a San Romano, frazione del comune di Montopoli in Val d'Arno.